# Bickford Shmeckler's Cool Ideas
Bickford Shmeckler's Cool Ideas (Brasil: Ideias Geniais, Nerds nem Tanto / Portugal: O Livro das Ideias) é um filme estadunidense de 2006 dirigido e escrito por Scott Lew. E estrelado por Patrick Fugit e Olivia Wilde.

## Elenco
- Patrick Fugit .. Bickford Shmeckler
- Olivia Wilde .. Sarah Witt
- Fran Kranz .. Ralph
- John Cho .. Bob
- Reid Scott .. Trent
- Matthew Lillard .. Spaceman
- Cheryl Hines .. Professor Adams
- Simon Helberg .. Al
- Chris Weitz .. Sheldon Shmeckler (Voz)
- Thomas Lennon .. Campus Cop
- Robert Ben Garant .. Campus Cop (Ben Garant)